# 臺北自來水事業處
臺北自來水事業處，簡稱北水處，1977年成立，是臺北市政府所屬事業機構。其成立之目的在於提供台北自來水並供應充足水量，成立至今有40餘年。除了供應自來水，管理和調配水資源也是其工作之一。
臺北自來水事業處供水區域為臺北市、新北市三重區、新店區、永和區、中和區及汐止區7個里，轄區以外則為台灣自來水公司供水區域。

## 歷史
1946年，臺北市公用事業管理處成立，管理臺北市公車運輸與自來水供應。
1952年7月10日，公用事業管理處裁撤，所留業務改制分設臺北市公共汽車管理處及臺北市自來水廠。
1958年，臺北市政府辦理臺北區自來水第一期建設計畫工程及施工。
1961年，臺北市自來水廠更名為臺北自來水廠，供水區域包括臺北市、臺北縣三重鎮、中和鄉、新店鎮、景美鎮、木柵鄉、士林鎮。
1968年，臺北市政府辦理臺北區自來水第二期擴建計畫工程，南港自來水廠、內湖自來水廠併入臺北自來水廠。
1972年，臺北市政府辦理臺北區自來水第三期擴建工程，設立東區營業分處、西區營業分處、南區營業分處、北區營業分處，實施分區營運。
1974年1月1日，臺北自來水廠接管原屬陽明山管理局管轄之陽明自來水廠，成立陽明營業分處。
1977年1月1日，臺北自來水廠組織改制成立臺北自來水事業處，為臺北市政府所屬一級事業機構。
1990年，臺北自來水事業處接管木柵中興自來水廠。
1998年，臺北自來水事業處開辦委託便利商店代收水費。
2000年，自來水博物館開放。
2001年，臺北自來水事業處首創便利商店代收逾期水費。
2013年，臺北自來水事業處首創悠遊卡支付水費。

## 組織架構

#### 臺北自來水事業處

##### 處本部
- 處長
  - 副處長
  - 主任秘書
  - 總工程司

##### 內部單位
- 企劃科：經營發展規劃、研考業務及法制等事項。
- 淨水科：水源、取水、淨水及出水設施之操作維護管理等事項。
- 供水科：水量水壓調配監控、管網改善管理、管線檢測漏與規劃及加壓設備維護操作與管理等事項。
- 技術科：工程需求彙整與計畫審查、工程技術與規範制度設備研訂、工程業務督導、相關工程資訊系統管理、用水審查及水表管理等事項。
- 水質科：水質監控、檢驗、調查、管理、改善及相關技術研發等事項。
- 業務科：營業管理及用戶服務等事項。
- 財務科：財務調度、水價擬定、財產管理及出納等事項。
- 供應科：招標採購及物料管理等事項。
- 總務科：文書、印信典守、事務管理、公共關係及不屬於其他各單位事項。
- 資訊室：應用系統開發、電腦設備管理、水費帳務及單據處理等事項。
- 勞工安全衛生室：勞工安全衛生、防災業務及民防業務之規劃、管理、檢查與訓練，醫療業務及駐警管理等事項。
- 東區營業分處：用戶服務、抄表收費、給水業務及管網操作維護等事項。水號大區為2.F.N.I.E.K（中山、松山、信義 、南港、內湖、汐止）。
- 西區營業分處：用戶服務、抄表收費、給水業務及管網操作維護等事項。水號大區為4.Y.D.C.A（中正、萬華、中和、永和、新店安坑）。
- 南區營業分處：用戶服務、抄表收費、給水業務及管網操作維護等事項。水號大區為1.M.H.J.B（大安、中正、信義、文山、新店）。
- 北區營業分處：用戶服務、抄表收費、給水業務及管網操作維護等事項。水號大區為3.S.X.（大同、延平、社子、三重）。
- 陽明營業分處：用戶服務、抄表收費、給水業務及管網操作維護等事項。水號大區為P.W.V.T.L.U（石牌、北投、陽明山、天母、士林、劍潭）。
- 教育中心：各職位訓練需求規劃及辦理訓練業務等事項。
- 展業科：負責自來水園區各類軟體維護、營運管理及其他資產活化等事項。
- 會計室：依法辦理歲計、會計及統計事項。
- 人事室：依法辦理人事管理事項。
- 政風室：依法辦理政風事項。
- 工程總隊：水源、自來水設施之擴充及改良。

#### 臺北自來水事業處工程總隊

##### 隊本部
- 總隊長
  - 副總隊長
  - 總工程司
  - 主任秘書

##### 內部單位
- 設計科：自來水工程中長程計畫之擬訂、水源、淨水設備、輸配水系統及機電設備之規劃與設計，工程用地取得及各項工程相關業務之協調與配合等事項 。
- 工務科：工程招標、訂約、施工以及試驗、檢驗、驗收等事項 。
- 工管科：工程考工、勞安衛生、資訊以及相關事項 。
- 總務科：文書、出納、印信典守、事務管理、及不屬其他各科事項。
- 會計室：依法辦理歲計、會計並兼辦統計事項。
- 人事室：依法辦理人事管理事項。
- 政風室：依法辦理政風事項。

## 供水轄區
轄區範圍434平方公里
- 臺北市全區
- 新北市新店區
- 新北市永和區
- 新北市中和區部分區域：

員山路雙號至576號，單號至107號
永和路雙號至446號，單號至313號
連城路雙號至376號，單號至617號
中山路2段至678號
興南路2段至399號
中正路至1206號
- 新北市三重區部分區域：不含二重疏洪道以西
- 新北市汐止區部分區域：橫科里、宜興里、忠山里、北山里、東勢里、環河里、福山里

## 歷任處長
| 任次 | 姓名   | 就任時間       | 離任時間       | 備註 |
| ---- | ------ | -------------- | -------------- | ---- |
| ？   | 賴騰鏞 |                |                |      |
| ？   | 廖宗盛 |                |                |      |
| ？   | 林文淵 |                |                |      |
| ？   | 蔡輝昇 |                |                |      |
| ？   | 郭瑞華 |                |                |      |
| ？   | 吳陽龍 |                |                |      |
| ？   | 陳錦祥 | 2014年12月25日 | 2022年12月24日 |      |
| ？   | 范煥英 | 2022年12月25日 |                |      |

## 所屬文化資產
- 臺北水道水源地

## 出版
- 《台北水故事：飲水思源》，作者： 臺北自來水事業處、楊恩生，出版社：臺北自來水事業處，出版日期：2010/11/01，ISBN 9789860248838。
- 《發現台北好水》，作者： 臺北自來水事業處，出版社：臺北自來水事業處，出版日期：2010/11/01，ISBN 9789860248821。

## 照片
| 名稱                         | 圖片 |
| ---------------------------- | ---- |
| 臺北自來水事業處東區營業分處 |      |
| 臺北自來水事業處陽明營業分處 |      |
| 臺北自來水事業處長興淨水場   |      |
| 臺北自來水事業處中和加壓站   |      |

## 外部連結
- 臺北自來水事業處 （页面存档备份，存于）（繁體中文）（英文）